# Kurt Scharf (Übersetzer)
Kurt Scharf (geb. 1940 in Landsberg/Warthe) ist Übersetzer und Herausgeber. Bekannt wurde er vor allem durch seine Übersetzungen und Ausgaben persischsprachiger Gedichte.

## Werdegang
Scharf studierte Jura in Berlin. Im Anschluss war er als Referendar unter anderem in Bonn und Straßburg tätig. Er war für Sprachstudien in Spanien und Frankreich. Von 1973 bis 1979 war Scharf Sprachabteilungsleiter am Goethe-Institut in Teheran. Dort war er 1977 auch einer der Organisatoren der „Zehn Abende“, eines Dichtertreffens mit rund 62.000 Besuchern innerhalb von zehn Tagen. Später war Scharf auch für das Goethe-Institut in Porto Alegre, Berlin, Istanbul und Lissabon tätig. In Porto Alegre war er ab 1979 Leiter des Goethe-Instituts. Stand 2004 leitet er das Goethe-Institut in Lissabon. In Berlin war er Gründungsmitglied des „Hauses der Kulturen der Welt“. Heute ist er freier Mitarbeiter beim Lexikon der fremdsprachigen Gegenwartsliteratur, dem Metzler Lexikon Weltliteratur, Kindlers Literatur Lexikon u. a. Außerdem ist er für taz-Reisen als Reiseleiter tätig.

## Werke (Auswahl)
- Noch immer denke ich an jenen Raben: Lyrik aus Iran
- Der Wind wird uns entführen: moderne persische Lyrik